# Titó (programa de televisió)
Titó és un programa de televisió català dirigit a un públic infantil d'entre 3 i 6 anys que es va emetre per primera vegada al SX3 el 10 d'octubre de 2022.
En cada capítol podem seguir al personatge d'en Titó en una de les seves excursions a diversos indrets de Catalunya on descobreix diferents realitats de l'entorn i s’emociona davant el món com ho faria un nen. Interacciona amb els espectadors a través de la pantalla. Els capítols tenen una duració d'uns 10 minuts.
Esdevení el programa més vist del SX3 i un dels més vistos de TV3, fet que provocà la creació de l'"Espectacle teatral del Titó" un espectacle en directe on els nens i nenes acompanyen el Titó i el seu inseparable John C en persona, a les seves excursions. També hi apareixen la música i els personatges del "Fa la la". l'obra, d'una duració de dues hores, va ser estrenada l'11 de novembre de 2023 al Teatre Lliure de Montjuc.
També se n'han fet diversos llibres:
- Les excursions d'en Titó
- Titó excursió a la selva
- Titó excursió al fons del mar

## Personatges
- Titó: Interpretat per Bittor Fernàndez.[6] És un jove alegre i curiós que li agrada ballar i cantar. Vesteix amb colors llampants i duu un barret de llana amb dues orelles de gat i una motxilla en forma de sol.
- John C: Interpretat per Joan Carles Romeu és un personatge que apareix en tots els capítols i parla en anglès, dona un to còmic al programa.[7]

Els dos personatges s'entenen perfectament tot i no parlar la mateixa llengua.
Sempre que es troben es saluden amb una espècie d'encaixada de mans.